# Principele (Machiavelli)
Principele (în original în italiană: Il Príncipe) este cea mai cunoscută lucrare a lui Niccolò Machiavelli. A fost scrisă în 1513, pe când se afla exilat în San Casciano, acuzat fiind de complot împotriva familiei Medici, și publicată în 1532, la 5 ani după moartea autorului. Prin suma de reguli, de norme, sfaturi despre putere și despre cum poate fi ea păstrată și amplificată, lucrarea poate fi asemuită unui tratat despre guvernare și despre modul în care un principe trebuie să guverneze și este considerată primul tratat modern de politică.

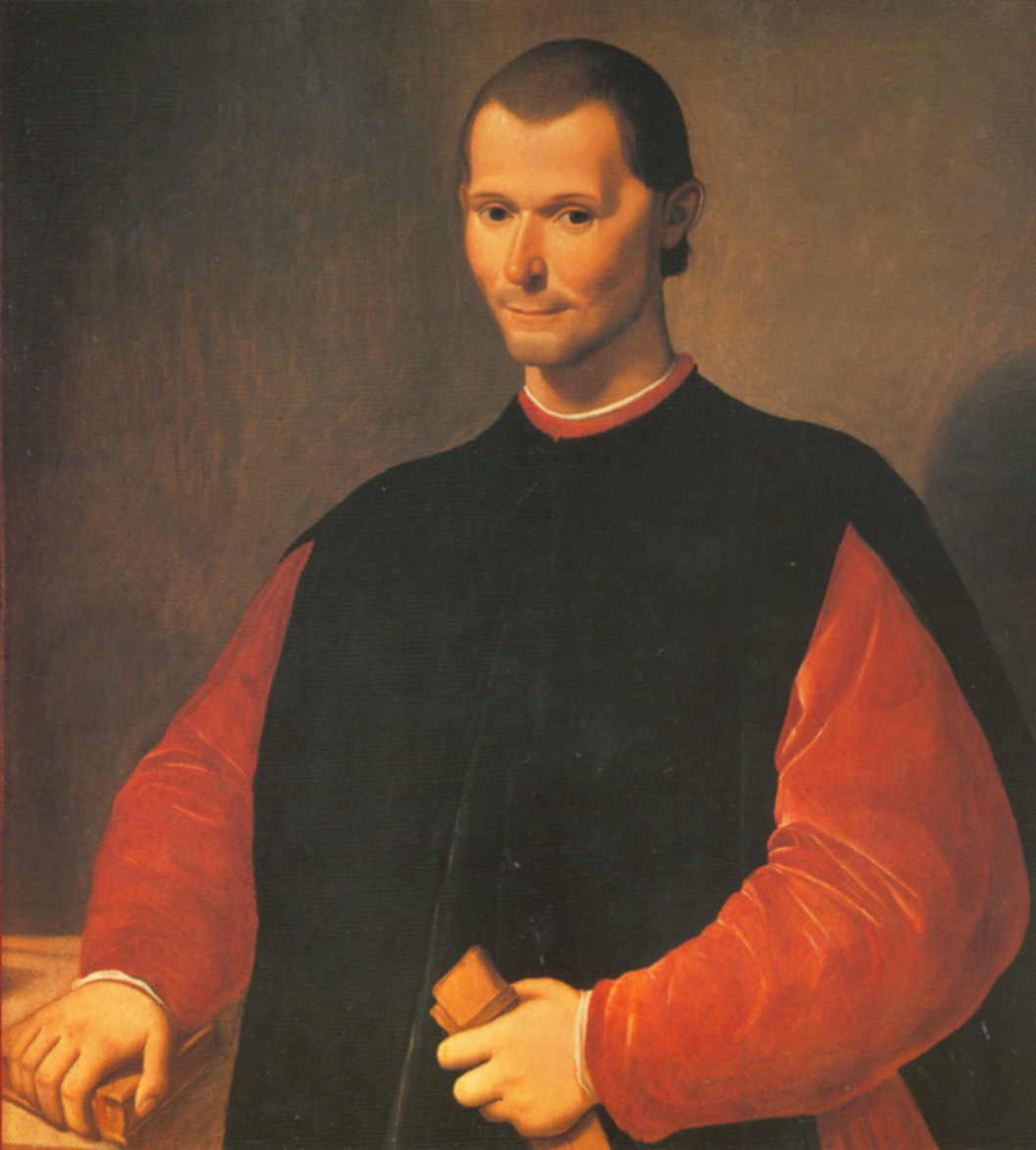
Niccoló Machiavello

Lucrarea a fost scrisă de Machiavelli în doar câteva săptămâni și este dedicată lui Lorenzo al II-lea de Medici, fiul lui Piero de' Medici, cu speranța de a-și recîștiga postul de secretar al Republicii Florentine și a avut inițial titlul De Principatibus. Este vorba, fără îndoială, de lucrarea cea mai cunoscută a autorului, aceea din care s-au născut substantivul „machiavelism” și adjectivul „machiavelic”.
În pofida înțelesului peiorativ care i se dă termenului „machiavelic”, acesta nu este altceva decât o recunoaștere a psihologiei umane, un consens și înseamnă pragmatism, inclusiv foarte mulți oameni de afaceri au extrapolat multe din ideile sale.

## Istoricul lucrării
Prima mențiune despre această lucrare este făcută într-o scrisoare datata 10 decembrie 1513 adresată prietenului Francesco Vettori, drept răspuns la o alta a celui din urmă care descria viața sa în Roma și care îi cerea vești lui Machiavelli despre viața sa în San Casciano. Acesta din urmă răspunde povestind aspecte banale despre viața sa la câmp și vorbind în același timp despre studiile sale, declară că a compus un opuscul intitulat "De principatibus".
Este o lucrare redusă ca volum, care nu poate fi înscrisă într-un gen definit deoarece nu are caracteristicile unui adevărat tratat. De aceea este considerată o lucrare de caracter divulgativ.
Întreaga lucrare a fost elaborată în a doua jumătate a anului 1513 cu excepția Dedicației și a ultimului capitol, care au fost compuse la cîțiva ani după aceea. Prima ediție a cărții datează din 1532. Principele se compune dintr-o dedicație și douăzeci și șase de capitole de diverse lungimi, ultimul capitol constînd în sfătuirea Médici-lor să accepte tezele abordate de către text și să elibereze Italia de "barbari".
Cartea tratează despre modul în care se poate acapara, menține și întări un principat, guvernul unui oraș sau regiune și distinge între diferite strategii, în funcție de anumite criterii. Între acestea regăsim:
- felul în care s-a câștigat puterea (cucerire militară, alegeri populare, intrigi curtezane...),
- forma anterioară de guvernare (alt principe cu sau fără curte, o republică...)
- relația între principat și principe (de aceeași cultură și limbă sau diferite, sau posesia unui singur principat sau a mai multora)
- tipul de armată de care dispune (proprie sau de mercenari)

Argumentele se bazează pe o formă crudă de utilitatism egoist,cu singurul scop de a menține principatul. Sfaturile către principi,se bazează pe experiența regatelor și imperiilor anterioare,în special cea din Imperiul Roman și pe cea a diferitelor războaie între "principatele" Franței și Italiei.Autorul se bazează atît pe exemplele negative cît și pe cele pozitive pentru a demonstra valabilitatea sfaturilor sale.
Există o ediție comentată de către Napoléon Bonaparte pe parcursul mai multor etape ale vieții acestuia, înainte de Bătălia de la Waterloo, când a fost înfrânt de către britanici și prusaci.

## Dedicație
Încercând să intre în grațiile lui Lorenzo Magnificul, Machiavelli îi trimite acestuia o scrisoare în care își motivează scrierea lucrării Principele. Iată un fragment din această scrisoare:
...nu aș voi să se judece drept prea mare încredere în sine faptul că un om de condiție joasă și umilă îndrăznește să trateze despre guvernarea principilor și să dea reguli cu privire la aceasta; căci așa precum cei care desenează locuri din natură se așază jos în câmpie spre a putea privi cu atenție înfățișarea munților și a înălțimilor, iar pentru a cunoaște văile se urcă sus pe culmi, tot astfel, pentru a cunoaște bine firea popoarelor, trebuie să fii tu însuți principe, după cum pentru a o cunoaște pe aceea a principilor trebuie să fii om din popor.

## Structura cărții
Lucrarea este împărțită în 26 de capitole care pot fi grupate astfel:
- clasificarea statelor după tipul lor (capitolul I)
- modul în care statele pot fi cucerite și păstrate (capitolele II - XI)
- analiza problemelor militare cu care se confruntă statele (capitolele XII - XIV)
- ce trebuie să facă un principe pentru a-și păstra puterea (capitolele XV - XXII)
- despre eliberarea și unificarea Italiei (capitolele XXIII - XXVI)

### Clasificarea statelor
Ca sisteme de guvernare Machiavelli distinge între republică și principat. Principatele, la rândul lor, pot fi, conform acestuia, ereditare sau noi.

### Despre cucerirea și păstrarea statelor

#### Principate ereditare
Principate ereditare sunt principatele a căror guvernare se află în mâna unor familii de mai multe generații. Ceea ce trebuie să facă principele pentru a păstra principatul este să nu se îndepărteze de felul de guvernare al strămoșilor și să-și îndrepte acțiunile, fără grabă, conform scopurilor sale.
Principatul ereditar depinde de priceperea principelui și de capacitatea acestuia de a se apăra de un potențial pretendent la tron. Avantajul principilor cu ani mulți de domnie este că amintirea schimbărilor se estompează și nimeni nu va mai cere schimbări și înnoiri.

#### Principate mixte
Atunci când un principat nu este în întregime nou, ci este format prin alipirea altor principate el este numit principat mixt. Dificultățile unui astfel de principat izvorăsc, în principal, din natura indivizilor: oamenii se ridică împotriva vechii guvernări și acceptă o nouă guvernare până în momentul în care realizează că cea nouă este "mai rea" decât cea trecută.
Pentru păstrarea principatului principele are nevoie de locuitorii ei: oricât de puternic ar fi cineva prin forța armelor lui pentru a ocupa o țară el are, totuși, întotdeauna nevoie de ajutorul locuitorilor ei.
Un alt aspect esențial în păstrarea principatelor noi este păstrarea vechilor condiții și a moravurilor;

## Cuprinsul cărții
capitolul I. De câte feluri sunt principatele și în ce mod se dobândesc 

capitolul II. Despre principatele ereditare 

capitolul III. Despre principatele mixte 

capitolul IV. De ce regatul lui Darius, care a fost ocupat de Alexandru, nu s-a răsculat, după moartea acestuia, împotriva urmașilor 

capitolul V. În ce fel trebuie guvernate cetățile sau principatele care, înainte de a fi ocupate, se conduceau după legile lor proprii

capitolul VI. Despre principatele noi pe care le dobândești cu arme proprii și cu propriile tale însușiri

capitolul VII. Despre principatele noi care se cuceresc prin armele și prin favoarea altuia

capitolul VIII. Despre aceia care au dobândit principatul prin fapte nelegiuite

capitolul IX. Despre principatul civil

capitolul X. În ce fel trebuie să apreciem forțele unui principat

capitolul XI. Despre principatele eclesiastice

capitolul XII. De câte feluri sunt armatele și despre soldații mercenari

capitolul XIII. Despre soldații auxiliari, amestecați și proprii

capitolul XIV. Care este datoria unui principe privitor la pregătirea războiului

capitolul XV. Despre acele lucruri pentru care oamenii, și, mai ales, principii, merită să fie lăudați sau aspru dojeniți

capitolul XVI. Despre dărnicie și economie

capitolul XVII. Despre cruzime și milă, și dacă este mai bine să fii iubit decât temut sau mai curând temut decât iubit

capitolul XVIII. Cum trebuie să-și țină cuvântul un principe

capitolul XIX. În ce fel trebuie să ne ferim de a merita disprețul și ura

capitolul XX. Dacă fortărețele și multe alte lucruri pe care principii le fac în fiecare zi sunt sau nu de folos

capitolul XXI. Cum trebuie să se poarte un principe pentru a fi stimat

capitolul XXII. Despre secretarii pe care principii îl au pe lângă ei

capitolul XXIII. Cum trebuie să fugi de lingușitori

capitolul XXIV. De ce principii Italiei și-au pierdut statele

capitolul XXV. Câtă putere are soarta asupra lucrurilor omenești și în ce fel poți să i te împotrivești

capitolul XXVI. Îndemn spre a uni și a elibera Italia din mâinile barbarilor